# جيلينا أوبرادوفيتش
جيلينا أوبرادوفيتش هي عالمة نفسية تنموية تعمل حاليًا كأستاذ مشارك في كلية الدراسات العليا في جامعة ستانفورد حيث هي عضو في اللجنة التوجيهية لمركز تحليل سياسة التعليم (CEPA). كما أنها تدير مشروع ستانفورد حول التكيف والمرونة عند الأطفال (سبارك).